# Trädormbunkar
Trädormbunkar (Cyatheales) är en ordning i divisionen ormbunksväxter med arter som är vanligast i bergsskogar i tropikerna och subtropikerna. De förekommer även i tempererade regioner, till exempel i Nya Zeeland. Flera arter har en stam och påminner om palmer i utseende. De kan bli upp till 20 meter höga. I ordningen förekommer även arter med jordstam (rhizom). "Veden" används i konsthantverk.
De äldsta kända trädormbunkar levde under trias för 252 miljoner år sedan. Enligt en annan källa är de yngre och uppkom först under juratiden.